# Кэмпбелл, Джон (горнолыжник)
Джон Кэмпбелл (англ. John Campbell; 2 ноября 1962) — горнолыжник с Американских Виргинских островов, участник Олимпийских игр 1992 года.
Его дочь, Джасмин Кэмпбелл, представляла Американские Виргинские острова в горнолыжном спорте на Олимпийских играх в Сочи в 2014 году.

## Биография
Жена и дочь также профессионально увлекаются горными лыжами.
В спортивной программе на Олимпийских играх в Альбервиле Джон выступал в слаломе (не финишировал), гигантском слаломе (2:40,03 и 62 место) и супергиганте (1:26,83 и 74 место).